# Saturometer
Ein Saturometer (nach Saturation, neulat. = Sättigung), je nach Hersteller auch als Tensionometer bezeichnet, ist ein in der Fischereitechnik verwendetes Messgerät, mit dem man bestimmen kann, wie viel Gas (Luft oder andere Gase) im Wasser gelöst ist. Diese Messung ist bedeutsam zur Vermeidung der Gasblasenkrankheit der Fische in Fischzuchten, Aquarien und Zierfischteichen.

## Saturometer in der Fischerei und Aquaristik
Ein Saturometer besteht aus einem dünnen Silikonschlauch mit meist 0,1 mm Innendurchmesser, der auf einen Träger gewickelt ist und in das zu messende Wasser eingetaucht wird. An seinem Ende nimmt ein Drucksensor den Druck auf, der sich im Schlauch einstellt durch die Diffusion von Gasmolekülen zwischen dem Wasser und dem Inneren des Schlauches. Angezeigt wird die Differenz zum Luftdruck. Bei älteren Geräten wird zur Anzeige eine mechanische Druckdose benutzt (Weiss-Saturometer von Eco-Enterprises). In moderneren Modellen nimmt ein piezoelektronischer Drucksensor die Messgröße auf.
Sind im Wasser mehr Gase gelöst, als dem Lösungsgleichgewicht mit der Luft entspricht, so baut sich im Schlauch verglichen mit dem aktuellen Luftdruck ein Überdruck auf. Das Saturometer zeigt in diesem Fall einen positiven Messwert. Man spricht von Gasübersättigung. In diesem Fall können sich im Wasser oder auch in einem Fisch, der in diesem Wasser schwimmt, Gasblasen bilden und zu makroskopischer Größe heranwachsen. Deshalb können sich solche Blasen in der Haut oder den Blutgefäßen der Fische bilden und so die Gasblasenkrankheit erzeugen.

## Andere als Saturometer bezeichnete Geräte
In der Medizintechnik werden sogenannte Puls-Oxygenmeter auch als Saturometer bezeichnet. Es handelt sich um Kombinationen aus einer Rotlicht emittierenden LED und einer rotempfindlichen Fotodiode. Diese Kombination wird mit Hilfe einer Klammervorrichtung an einen Finger oder ein Ohrläppchen geklemmt. Das sauerstoffreiche Blut reflektiert mehr Rotlicht als ein „entsättigtes“ Blut. So kann ohne Blutentnahme die Sauerstoffsättigung des Blutes überwacht und registriert werden.
In der Wasserchemie wurden früher Vorrichtungen als Saturometer bezeichnet, mit deren Hilfe man feststellen konnte, ob eine Wasserprobe mit gelöstem Kalk gesättigt ist oder ob noch aggressive Kohlensäure im Wasser vorhanden ist.